# Kogaratsu
Kogaratsu és una sèrie de còmic francobelga creada per Bosse (pseudònim de Serge Bosmans) i Michetz (pseudònim de Marc Degroide).

## Argument
Kogaratsu tracta d'un mercenari anomenat Nakamura Kogaratsu. Atrapat en una guerra fratricida, i enfrontat a grangers supersticiosos, Kogaratsu viu a la manera del samurai : el seu honor, les seves armes i el seu amor són les coses més estimades per a ell, en aquest ordre exacte. I en el tumultuós Japó del segle XVII, l'honor és el petit marge entre la vida i la mort, empuñar una arma és una vocació i l'amor és una debilitat.

## Història de la publicació
Es va publicar per primera vegada a la revista francesa Spirou l'any 1982. L'èxit de la sèrie, escrita per Bosse i il·lustrada per Michetz, va inspirar a l'aleshores il·lustrador i guionista Bosse a abandonar la il·lustració per centrar-se únicament en l'escriptura de guions. Dupuis ha publicat catorze volums de Kogaratsu a partir de 1985:
0. "Volum Zero", una col·lecció de còmics, titulada Le Pont de nulle part (ISBN 2800118121 ) es va publicar el 1991.
1. Le Mon au lotus de sang (1985) (ISBN 2800110643 )
2. Le Trésor des Étas (1986) (ISBN 2800113936 )
3. Le Printemps écartelé (1988) (ISBN 2800115785 )[4]
4. Le Dos du tigre (1992) (ISBN 2800119381 )
5. Par-delà les cendres (1994) (ISBN 2800120940 )
6. L'Homme sur la vague (1995) (ISBN 2800121823 )
7. L'Autre moitié du ciel (1997) (ISBN 2800123125 )
8. Sous le regard de la lune (1999) (ISBN 2800126620 )
9. La Strategie Des Phalenees (2000) (ISBN 2800128550 )
10. Rouge ultime (2002) (ISBN 2800131195 )
11. Fournaise (2008) (ISBN 978-2800140674 )
12. Le protocole du Mal (2010) (ISBN 978-2800146621 )
13. Taro (2014) (ISBN 978-2800151274 )

El 2010 es va publicar una recopilació de diversos volums, L'Intégrale - Tome 1.(ISBN 978-2800146638)

## Traduccions

#### Anglès
Les úniques traduccions a l'anglès fins ara són la del primer volum. Acme Press, amb seu al Regne Unit, el va publicar el 1987 com a Kogaratsu: The Lotus of Blood (ISBN 1-8700-8415-2), i tres anys més tard, Catalan Communications, amb seu als Estats Units, el va publicar com a Kogaratsu: The Bloody Lotus (ISBN 0-8741-6103-7) sota el seu segell ComCat Comics.
Catalan, havia previst l'any 1991 publicar els dos volums següents, Treasure of Eta (ISBN 0-87416-131-2) i Spring of Betrayals (ISBN 0-87416-133-9), fins i tot obtenint números ISBN per a ells. Tanmateix, l'empresa va entrar en fallida el mateix any i els volums mai es van materialitzar.

#### holandès
Les versions holandeses dels 14 volums han estat publicades gairebé simultàniament pel mateix Dupuis.
1. De bloedlotus (1985) (ISBN 9031409618)
2. De schat van de Eta (1986) (ISBN 9031411159)[5]

#### alemany
Finix Comics e.V. ha publicat traduccions a l'alemany. Compten la preqüela/Volum Zero com a número u, empenyent la numeració dels volums posteriors en un. (Per exemple, el volum Taro és el 13è títol francès però el 14è alemany.)
- (volum 12) Glutofen (2014) (ISBN 978-3941236974 )
- (volum 13) Das Protokoll des Bösen (2015) (ISBN 978-3941236981 )
- (volum 14) Taro (2015) (ISBN 978-3941236998 )

#### castellà
Ponent Mon Comic ha publicat recopilacions en diversos volums espanyols.
- (compilació 1) (ISBN 978-1910856383 )
- (compilació 2) (ISBN 978-1910856574 )
- (compilació 3) (ISBN 978-1912097104 )